# Živalski ep
Živalski ep združije basni v celoto in ima navadno namen, da ob primerih iz živalskega sveta ostro graja človeške razmere, predvsem kake napake v javnem življenju.
Največji živalski ep v svetovni književnosti je Goethejeva Lisica zvitorepka (nem. Reineke Fuchs). V njej izraža avtor pod živalskimi krinkami svoje sodbe o francoski revoluciji. Lisjak zvitorepec nastopa kot upornik, ki se noče pokoriti kralju Ludviku XVI. - levu. Ep je napisan v heksametrih in je parodija na junaške epe.